# Formica xerophila
Formica xerophila är en myrart som beskrevs av Smith 1939. Formica xerophila ingår i släktet Formica och familjen myror. Inga underarter finns listade i Catalogue of Life.

## Bildgalleri

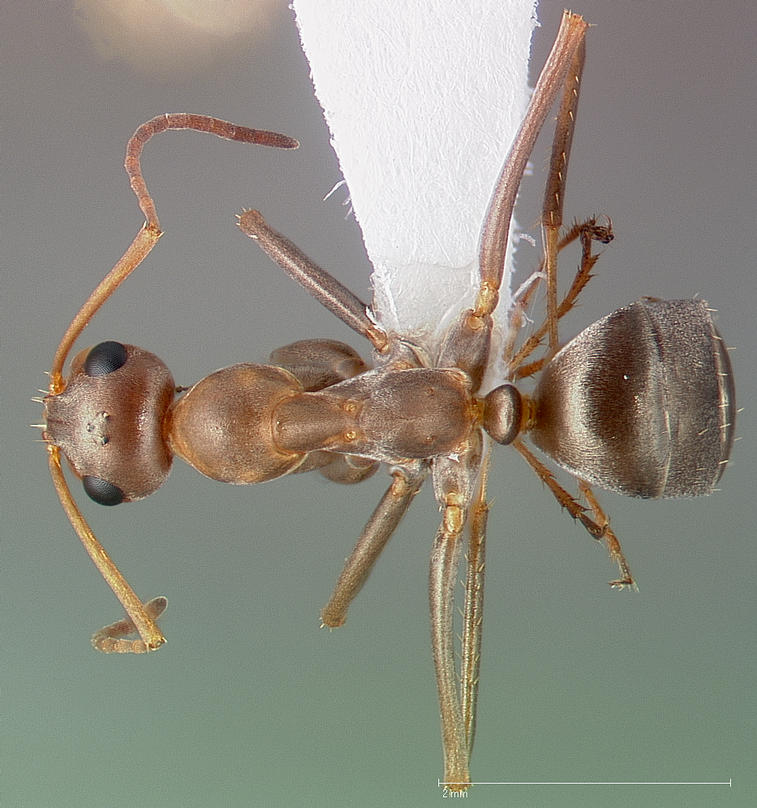
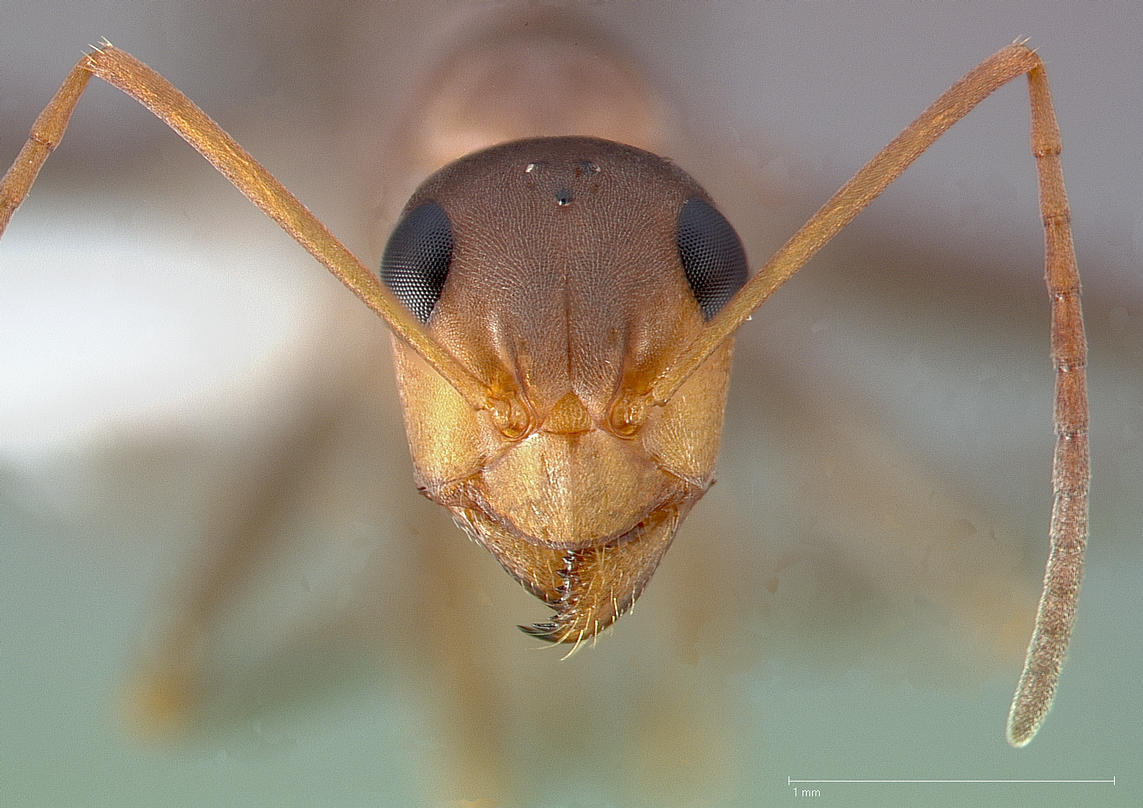
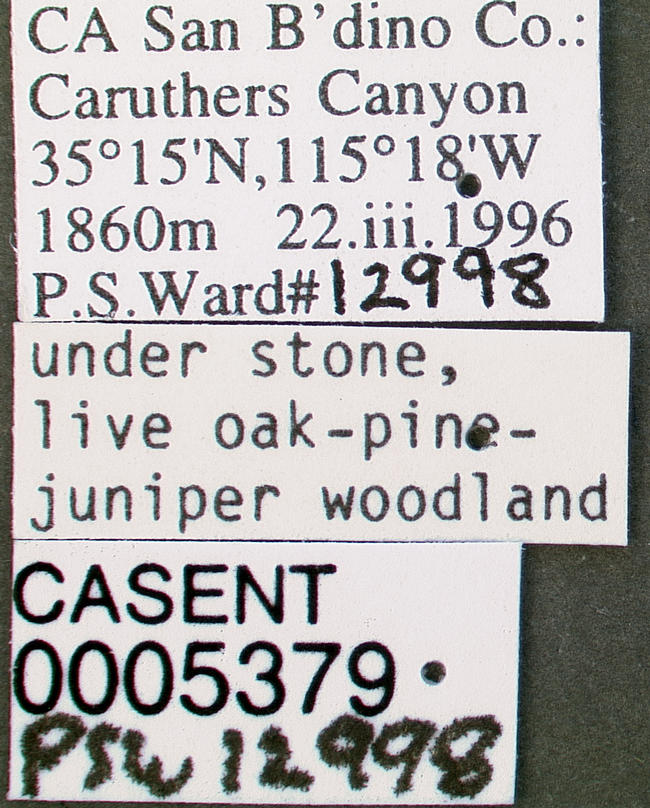
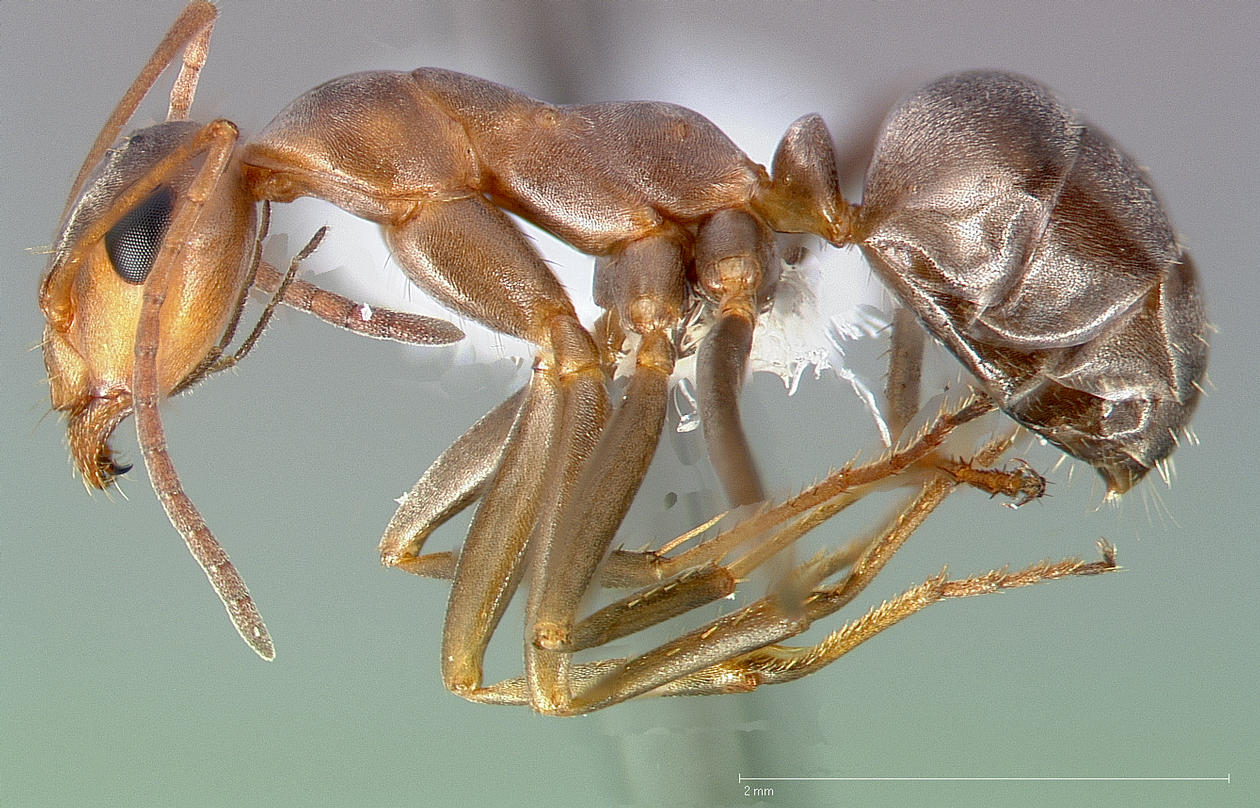